# Casper Viviers

a Compétitions nationales et continentales officielles uniquement.

b Matchs officiels uniquement.
Dernière mise à jour le 20 juillet 2023.
Casper Viviers, né le 1er juin 1988 à Windhoek en Namibie, est un joueur international namibien de rugby à XV qui évolue au poste de pilier.

## Biographie
Casper Viviers tente sa chance en France à ses 18 ans, en intégrant le centre de formation du SU Agen. Non conservé après quatre saisons, il signe alors au Cahors rugby en Fédérale 1. En fin d'année 2010, il obtient sa première sélection lors d'un test match face à l'Espagne. En club, il n'est pas souvent titulaire, mais est un remplaçant régulièrement utilisé.
Après une saison à Cahors, il rejoint l'AS Saint-Junien. Là, il y obtient plus de temps jeu. Mais le club est relégué en Fédérale 2, et après deux saisons, celui qui est considéré comme une « pièce maîtresse du pack de Saint-Junien », signe au Saint-Nazaire rugby. Après une première saison où il joue régulièrement, il retrouve la sélection nationale à l'automne 2014.
Devenu régulièrement international, il joue quelques matchs avec les Namibia Welwitschias en Vodacom Cup en fin de saison française, puis est intégré au groupe namibien pour la Coupe du monde. Il y dispute deux rencontres, et a notamment l'occasion d'entrer en jeu face à la Nouvelle-Zélande.
Après le mondial, il rejoint l'AC Bobigny. Pendant trois saisons, il va alors alterner entre son club et les Welwitschias en fin de saison, ainsi que la sélection nationale durant l'été et l'automne. S'il reste une saison à Bobigny, relégué administrativement en Fédérale 2, il rejoint finalement le RC Suresnes en 2018. Intégré au groupe namibien qui prépare la Coupe du monde en fin de saison, il n'est finalement pas retenu pour participer à la compétition.
Après le mondial, il reste à Suresnes une saison supplémentaire, mais il a peu de temps de jeu . En 2020, il rejoint le RC baulois en Fédérale 2.
En août 2023, il est sélectionné pour participer à la Coupe du monde 2023, se déroulant en France.

## Statistiques

### En sélection
| Année | Compétition       | Matchs | Points | Essais |
| ----- | ----------------- | ------ | ------ | ------ |
| 2010  | Test              | 1      | -      | -      |
| 2011  | Coupe des nations | 3      | -      | -      |
| 2014  | Test              | 3      | -      | -      |
| 2015  | Coupe d'Afrique   | 2      | -      | -      |
| 2015  | Coupe des nations | 2      | -      | -      |
| 2015  | Test              | 2      | -      | -      |
| 2015  | Coupe du monde    | 2      | -      | -      |
| 2016  | Coupe des nations | 2      | -      | -      |
| 2016  | Coupe d'Afrique   | 3      | -      | -      |
| 2017  | Coupe des nations | 2      | -      | -      |
| 2017  | Coupe d'Afrique   | 5      | 5      | 1      |
| 2017  | Test              | 2      | -      | -      |
| 2018  | Coupe d'Afrique   | 5      | -      | -      |
| 2018  | Test              | 3      | -      | -      |
| 2022  | Test              | 2      | -      | -      |
| Total | Total             | 39     | 5      | 1      |

| Essai | Adversaire | Lieu                                      | Compétition     | Date            | Résultat | Score |
| ----- | ---------- | ----------------------------------------- | --------------- | --------------- | -------- | ----- |
| 1     | Kenya      | Hage Geingob Rugby Stadium (en), Windhoek | Coupe d'Afrique | 29 juillet 2017 | Victoire | 45-7  |